# Campeonato Carioca de Futebol de 1990 - Segunda Divisão
O Campeonato Carioca da Segunda Divisão de 1990 foi uma edição da segunda divisão do campeonato estadual de futebol profissional do Rio de Janeiro. A competição foi organizada pela Federação de Futebol do Estado do Rio de Janeiro (FERJ).

## Participantes
O Campeonato Estadual da Segunda Divisão foi disputado pelas seguintes agremiações:
- Araruama Esporte Clube, de Araruama
- Bonsucesso Futebol Clube, do Rio de Janeiro
- Friburguense Atlético Clube, de Nova Friburgo
- Goytacaz Futebol Clube, de Campos
- Madureira Esporte Clube, do Rio de Janeiro
- Mesquita Futebol Clube, de Nova Iguaçu
- Esporte Clube Miguel Couto, de Nova Iguaçu
- Olaria Atlético Clube, do Rio de Janeiro
- Paduano Esporte Clube, de Santo Antônio de Pádua
- Associação Atlética Portuguesa, do Rio de Janeiro
- Rio das Ostras Futebol Clube, de Rio das Ostras
- São Cristóvão de Futebol e Regatas, do Rio de Janeiro
- Tamoio Futebol Clube, de Duque de Caxias
- Tomazinho Futebol Clube, de São João de Meriti
- União Nacional Futebol Clube, de Macaé
- Volta Redonda Futebol Clube, de Volta Redonda

Ao final do campeonato foram promovidos para o Grupo "B" da Primeira Divisão, criado em 1991:
- Volta Redonda
- Portuguesa
- Bonsucesso
- Friburguense
- Goytacaz
- Madureira
- Mesquita
- Miguel Couto
- Olaria
- Paduano
- São Cristóvão
- União Nacional